# Pep Guardiola
Pour les articles homonymes, voir Guardiola.
Guardiola  Sala est un nom espagnol. Le premier nom de famille, en général paternel, est Guardiola ; le second, en général maternel, souvent omis, est Sala.
Josep Guardiola i Sala, dit Pep Guardiola, né le 18 janvier 1971 à Santpedor (Espagne), est un footballeur international espagnol reconverti  entraîneur. Il est l'actuel entraîneur de Manchester City.
Formé au FC Barcelone, Guardiola jouait en tant que milieu de terrain défensif. Il passe la majeure partie de sa carrière à Barcelone, faisant partie de la « Dream Team » de Johan Cruyff qui remporte la première Coupe d'Europe du club en 1992, et quatre titres de championnat d'Espagne consécutifs de 1991 à 1994. Il est le capitaine de l'équipe de 1997 jusqu'à son départ du club en 2001. Après avoir quitté Barcelone, Guardiola passe par Brescia et l'AS Roma en Italie, Al-Ahli au Qatar et enfin Dorados de Sinaloa au Mexique. Il est sélectionné 47 fois en équipe nationale espagnole, remporte une médaille d'or aux Jeux olympiques de 1992 et participe à la Coupe du monde 1994 ainsi qu'à l’Euro 2000.
Après avoir pris sa retraite en tant que joueur, Guardiola entraîne brièvement la réserve du FC Barcelone, avec qui il remporte un titre de troisième division, puis prend le contrôle de l’équipe première en 2008. Durant sa première saison, il remporte le Championnat d'Espagne, la Copa del Rey et la Ligue des champions, devenant le plus jeune entraîneur à remporter la compétition européenne. Il ajoute ensuite la Supercoupe d'Espagne, la Supercoupe de l'UEFA et la Coupe du monde des clubs à son palmarès, réalisant un sextuplé inédit dans l'histoire du football. En 2011, il remporte de nouveau la Ligue des champions avec une équipe à son apogée composée notamment de Lionel Messi, Xavi et Andrés Iniesta. Un an plus tard, il quitte le FC Barcelone après quatre saisons et 14 trophées remportés, faisant de lui l'entraîneur le plus titré de l'histoire du club.
Après une année sabbatique, Guardiola devient l’entraîneur du Bayern Munich en 2013. Son séjour en Allemagne est marqué par trois Bundesliga remportées, ainsi que deux doublés nationaux, mais trois échecs en demi-finale de Ligue des champions. Il quitte la Bavière pour Manchester City en 2016 et guide les Citizens vers un titre de Premier League lors de sa deuxième saison en poste, battant de nombreux records nationaux, dont la première équipe à atteindre 100 points en championnat. En 2019, il remporte une deuxième Premier League, la Coupe de la Ligue ainsi que la FA Cup, devenant ainsi le premier entraîneur à remporter le triplé national en Angleterre.
Pep Guardiola est considéré par les observateurs comme l’un des meilleurs entraîneurs du monde tant par son palmarès que par le style de jeu de ses équipes. Disciple de Johan Cruyff, son jeu surnommé « tiki-taka » repose principalement sur la possession de balle et le redoublement de passes.
En 2015, il a conseillé l'équipe du Japon de rugby à XV sur le domaine de l'attaque à la demande d'Eddie Jones.

## Biographie

### Carrière de joueur

#### FC Barcelone
Josep Guardiola intègre La Masia, le centre de formation du FC Barcelone, le 28 juin 1984 en provenance du Gimnàstic de Manresa.
À partir de 1991, Johan Cruyff le sélectionne comme milieu central de l'équipe première. Guardiola s'adapte immédiatement à ce rôle malgré sa jeunesse, et pendant plusieurs années il est le « chef d'orchestre » de l'équipe communément appelée la Dream Team. À la suite du départ de Gheorghe Popescu, il est le capitaine de l'équipe entre 1997 et 2001. À partir de ce moment, il apparaît comme le symbole et la référence footballistique du Barça.
Depuis ses débuts, Pep Guardiola se distingue par son extraordinaire vision de jeu et son grand contrôle du ballon. Ces qualités ajoutées à son grand charisme et à sa personnalité lui valent pour s'ériger comme leader de l'équipe sur le terrain de jeu.

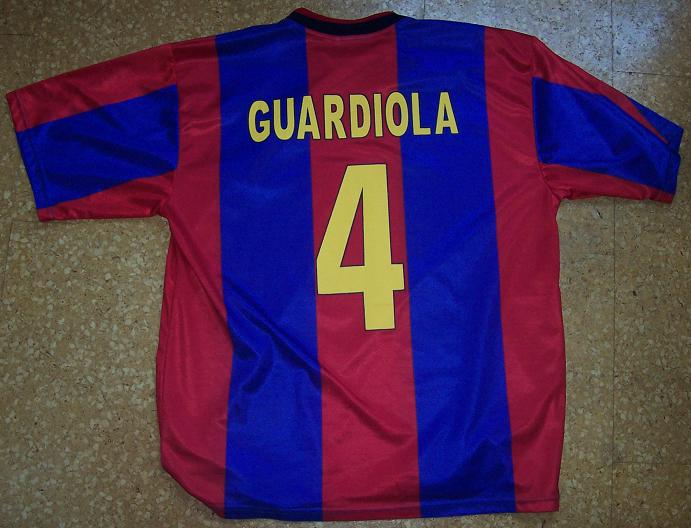
Le numéro fétiche de Guardiola au Barça.

Le 20 mai 1992, il gagne avec la Dream Team la première Coupe d'Europe du Barça. Il s'ensuit un nouveau titre de Champion d'Espagne. En 1992, il est également champion olympique avec l'équipe d'Espagne aux Jeux de Barcelone et il remporte le Trophée Bravo de meilleur jeune joueur européen.
Guardiola gagne le championnat d'Espagne en 1993 et 1994 mais ce sont deux saisons quelque peu décevantes au niveau européen avec une élimination précoce en Ligue des champions et une finale perdue 4-0 l'année suivante contre le Milan AC. Après le départ de Johan Cruyff en 1996, Guardiola continue à être une pièce essentielle du jeu du Barça qui remporte le championnat d'Espagne lors des saisons 1997-1998 et 1998-1999 sous les ordres de Louis van Gaal avec un jeu plus efficace mais moins spectaculaire.
Une grave blessure survenue le 31 août 2000 le tient plusieurs mois en dehors des terrains. Il manque notamment la Coupe du monde de 2002 en Corée du Sud et au Japon à cause de blessures récurrentes.
Guardiola quitte le FC Barcelone le 11 avril 2001, après 379 matchs joués (224 victoires, 82 matchs nuls et 73 défaites) et avec un palmarès impressionnant.

#### Carrière autour du monde
Après avoir quitté Barcelone, il signe un contrat avec Brescia où évolue Roberto Baggio. Arrivé en septembre 2001 après des négociations secrètes et de dernières minutes, il devient rapidement un des principaux joueurs du club Lombard. Mais, le 4 novembre 2001, il est contrôlé positif lors d'un contrôle antidopage (à la nandrolone), et est condamné, après une bataille judiciaire, à quatre mois de suspension et sept mois de prison. Quelques mois plus tard, il est relaxé pour raison médicale et sera finalement acquitté en appel en 2007. Toutefois, le mal est fait et Guardiola, souhaitant rejouer la Ligue des Champions, s'engage avec l'AS Roma de Fabio Capello ; ce transfert est un échec cuisant puisqu'il n'y joue que cinq matches, n'entrant pas dans les plans de l'entraîneur. Le 31 janvier 2003, il retourne à Brescia où il y finit la saison et sa carrière en Europe. 
En 2003, il est engagé par le club d'Al Ahli, au Qatar. Il y découvre une nouvelle culture, rencontre des stars comme Gabriel Batistuta ou Claudio Caniggia et est notamment élu meilleur joueur étranger lors de sa première saison.

#### Retraite
Juste après ses années au Qatar, Guardiola commence à prendre des cours d'entraîneur licencié. Il refuse les offres de clubs comme Manchester City afin de partir au Dorados de Sinaloa rejoindre son entraîneur et ami Juanma Lillo. Cependant il ne joue que le tournoi de clôture de la saison 2006.
Il retourne ensuite à Madrid afin de terminer son cursus et obtient en juillet 2006 le titre d'entraîneur de football. Cette période est marquée par des rencontres avec des entraîneurs sud-américains comme Bielsa, Cappa ou Menotti qui vont influencer Guardiola dans son nouveau rôle. Il est particulièrement marqué par le jeu de l'équipe du Mexique entraînée par Ricardo La Volpe pendant la coupe du monde en Allemagne. Le 15 novembre 2006, il annonce officiellement la fin de sa carrière de joueur et le 21 juin 2007 le staff du Barça le choisit comme entraîneur du Barça Atlètic, l'équipe réserve du FC Barcelone.

#### Carrière en équipe nationale
Pep Guardiola dispute 47 rencontres et marque cinq buts en équipe d'Espagne. Il dispute son premier match officiel le 14 octobre 1992, contre l'Irlande du Nord (0-0), lors d'un match comptant pour les Éliminatoires de la Coupe du monde 1994. Il joue sous le maillot espagnol jusqu'en 2001. Il dispute le Mondial 1994 et l'Euro 2000.
Avec l'équipe d'Espagne olympique, Pep Guardiola remporte la médaille d'or aux Jeux de Barcelone en 1992.

### Carrière d'entraîneur

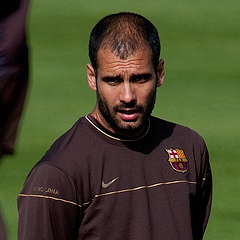
Pep Guardiola à l'entraînement.

#### FC Barcelone
Après l'obtention de sa licence d'entraîneur en 2006, Pep Guardiola est choisi en juin 2007 par le staff du Barça. Il commence par entraîner l'équipe B de Barcelone (le FC Barcelona Atlètic) qui évolue alors en Tercera división (4e division espagnole depuis 1978). Guardiola, lors de cette première saison, comme entraîneur remporte le titre et parvient donc à faire monter l'équipe en Segunda División B. Au cours de cette saison 2007-2008 des rumeurs sur le nom du remplaçant de Frank Rijkaard, alors entraineur du FC Barcelone, circulent et Pep Guardiola est un des noms les plus fréquemment cités en compagnie de José Mourinho, Michael Laudrup et Laurent Blanc.
Le 8 mai 2008, le président Joan Laporta le nomme pour prendre les rênes de l'équipe première du Barça, remplaçant ainsi Frank Rijkaard pour la défaite 4-1 face au Real Madrid lors du clásico et des mauvais résultats au cours de l'exercice 2007-08. Cette nomination survient malgré le bon parcours de l'équipe sous l'ère Rijkaard notamment avec deux Ligas et une Ligue des champions. La nomination de Guardiola à ce poste n'est pas étonnante. En effet Laporta, afin de rétablir sa popularité, avait besoin d'un homme qui aurait toute la confiance des socios afin de régler la crise ; Guardiola, encore auréolé de son prestige de joueur légendaire de la Dream Team de Johan Cruyff, est l'homme idéal. Lors de sa nomination, certains journalistes et supporters pensent que Pep est encore inexpérimenté pour prendre les commandes d'une équipe comme le Barça. La suite des événements leur donnera tort.

#### Le Sextuplé historique

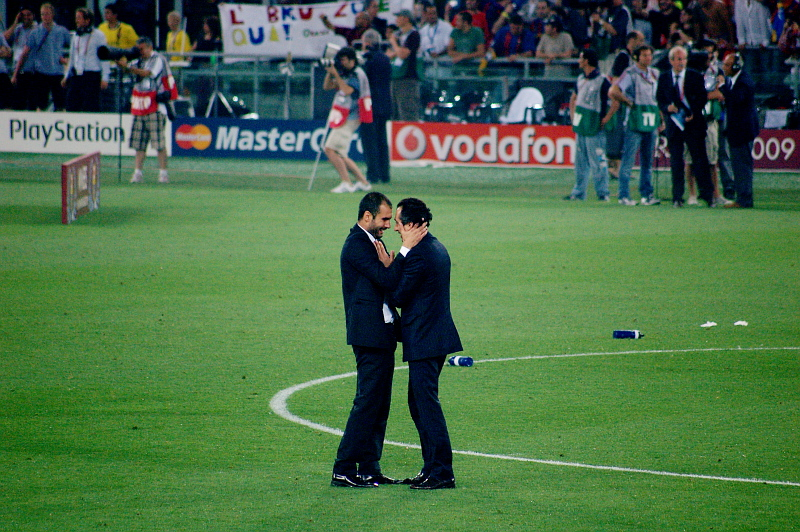
Pep Guardiola avec Manuel Estiarte après la finale de Ligue des champions remportée à Rome le 27 mai 2009.

Pour sa première saison à la tête de la première équipe du FC Barcelone, Guardiola conquiert le titre honorifique de champion d'automne du Championnat d'Espagne de football, avec le plus grand total de points de l'histoire du championnat après 19 journées (50 points). Le 2 mai 2009, Pep Guardiola mène le FC Barcelone à une victoire historique par 6 à 2 sur le terrain du Real Madrid, consolidant ainsi la première place au classement de la Liga.
En Ligue des champions, le Barça de Guardiola se qualifie sans difficulté pour les huitièmes de finale où il affronte l'Olympique lyonnais. Le match aller se solde par un match nul (1-1), mais au Camp Nou le Barça l'emporte largement (5-2). En quarts de finale, le Barça réussit à éliminer le Bayern Munich pour la première fois de son histoire grâce à une démonstration au match aller, conclue sur le score de 4 à 0. En demi-finale, le Barça se qualifie aux dépens de Chelsea (0-0 à l'aller et 1-1 au match retour). Pep Guardiola eut l'audace lors du match retour en Angleterre de placer le milieu de terrain Yaya Touré au poste de défenseur central, poste auquel il n'avait jamais joué auparavant.
Le 13 mai 2009 à Valence, Pep Guardiola remporte son premier titre comme entraîneur : la Coupe du Roi lors d'une victoire par 4 à 1 en finale face à l'Athletic Bilbao. Trois jours plus tard, le 16 mai, le FC Barcelone remporte le championnat d'Espagne pour la dix-neuvième fois de son histoire. Clôturant la saison en majesté, il remporte avec le Barça la Ligue des champions, à Rome, le 27 mai 2009, en gagnant la finale face à Manchester United par 2-0. Pep Guardiola, à 38 ans, intègre ainsi le cercle restreint de ceux qui ont remporté la Ligue des champions aussi bien comme joueur que comme entraîneur, comme Miguel Muñoz, Giovanni Trapattoni, Johan Cruyff, Carlo Ancelotti, Zinedine Zidane et Frank Rijkaard. Trois de ces sept personnages étaient les entraîneurs du FC Barcelone (Cruyff en 1992, Rijkaard en 2006, Guardiola en 2009). De plus, il est le plus jeune entraîneur à remporter la compétition.
Le 23 août 2009, Pep Guardiola mène le FC Barcelone à un nouveau succès en remportant la Supercoupe d'Espagne face à l'Athletic Bilbao. Quelques jours après, le 28 août, le Barça de Guardiola remporte à Monaco la Supercoupe de l'UEFA en battant le Shakhtar Donetsk par 1 à 0. C'est le cinquième titre de l'ère Guardiola. Le sixième titre de l'année 2009 est remporté le 19 décembre à l'occasion de la Coupe du monde des clubs contre Estudiantes de la Plata (victoire 2 à 1). Aucun entraîneur avant Josep Guardiola n'avait gagné autant de trophées en si peu de temps (six titres en 2009).
Le 23 janvier 2010, le FC Barcelone boucle le premier tour de la Liga en leader invaincu pour la première fois de son histoire (15 victoires, 4 nuls).
Le 10 avril 2010, Pep Guardiola devient le premier entraîneur du FC Barcelone qui réussit à gagner deux fois de suite sur le terrain du Real Madrid : après le 6-2 historique de la saison passée, le Barça s'impose cette fois par 2-0 et reprend seul la tête du championnat. Le 16 mai 2010, Pep Guardiola remporte comme entraîneur son deuxième championnat d'Espagne d'affilée en battant au passage le record de points en une saison (99 points) mais Mourinho lui subtilisera son record la saison 2011-2012 avec 100 points.
Lors de la saison 2010-2011, Guardiola remporte la Supercoupe d'Espagne en battant le Séville FC. Il conduit le FC Barcelone à être champion de la Liga à la trêve pour la troisième fois consécutive avec un nouveau record de points, 52 sur 57 possibles. Cette première partie de championnat est marquée par un clasico historique où le Barça s'impose 5 à 0 face au Real Madrid de José Mourinho.
En février 2011, Pep Guardiola prolonge son contrat d'un an avec le club catalan, il est désormais lié au Barça jusqu'au 30 juin 2012.
Le 3 mai 2011, Pep Guardiola atteint une nouvelle fois la finale de la Ligue des champions en éliminant le Real Madrid. Lors de la 36e journée du championnat d'Espagne, à deux journées de sa conclusion, le 11 mai 2011, le FC Barcelone de Guardiola remporte son troisième titre consécutif, le vingt-et-unième de l'histoire du club catalan.
Le 28 mai 2011, il remporte sa troisième Ligue des champions, la deuxième comme entraîneur, le Barça l'emportant 3-1 à Wembley face à Manchester United grâce à des buts de Pedro Rodríguez Ledesma, Lionel Messi et David Villa. C'est le dixième trophée remporté par Guardiola depuis son arrivée en 2008.
Symbole de l'importance qu'il accorde aux joueurs formés au club, en quatre saisons à la tête du FC Barcelone, Pep Guardiola fait débuter avec la première équipe vingt-deux joueurs de l'équipe réserve.
Pep Guardiola entame sa quatrième saison à la tête du Barça en remportant, le 17 août 2011, la Supercoupe d'Espagne face au Real Madrid de José Mourinho. Avec ce nouveau trophée, le onzième, Guardiola égale Johan Cruyff en nombre de titres remportés comme entraîneur du FC Barcelone. Quelques jours après, le 26 août, Guardiola remporte son douzième trophée lorsque le FC Barcelone bat le FC Porto par 2 à 0 en finale de la Supercoupe d'Europe à Monaco. Il devient ainsi l'entraîneur le plus titré de l'histoire du Barça.
Le 18 décembre 2011, il remporte une deuxième Coupe du monde des clubs lorsque le FC Barcelone bat Santos 4 à 0. En finale, Pep Guardiola aligne neuf joueurs formés au club dans le onze initial.
Le 9 janvier 2012, Pep Guardiola est désigné meilleur entraîneur de l'année 2011 par la FIFA. Lors de son discours, Guardiola dédie le trophée à son adjoint Tito Vilanova.
Le 27 avril 2012, Pep Guardiola annonce en conférence de presse qu'il quitte son poste d'entraîneur à la fin de la saison. Il est remplacé par Tito Vilanova. Guardiola annonce également qu'il n'entraînera aucune équipe lors de la saison 2012-2013. Il prend une année sabbatique et prévoit de s'installer à New York avec sa famille. Il déclare qu'il reviendra un jour entraîner le FC Barcelone[réf. nécessaire].
En 152 matchs de championnat, l'équipe de Guardiola totalise 116 victoires, 25 matchs nuls et 11 défaites (509 buts marqués, 109 encaissés). Le dernier match officiel de Guardiola à la tête du FC Barcelone est la victoire 3 à 0 en finale de la Coupe du Roi à Madrid le 25 mai 2012 face à l'Athletic Bilbao. Pep Guardiola s'en va en ayant remporté 14 trophées sur 19 possibles. Et surtout, il s'en va en étant acclamé par le public, chose rarissime pour un entraîneur dans le monde du football. Il se dit « vidé » et décide de laisser la place à Tito Vilanova, son adjoint.

#### Bayern Munich

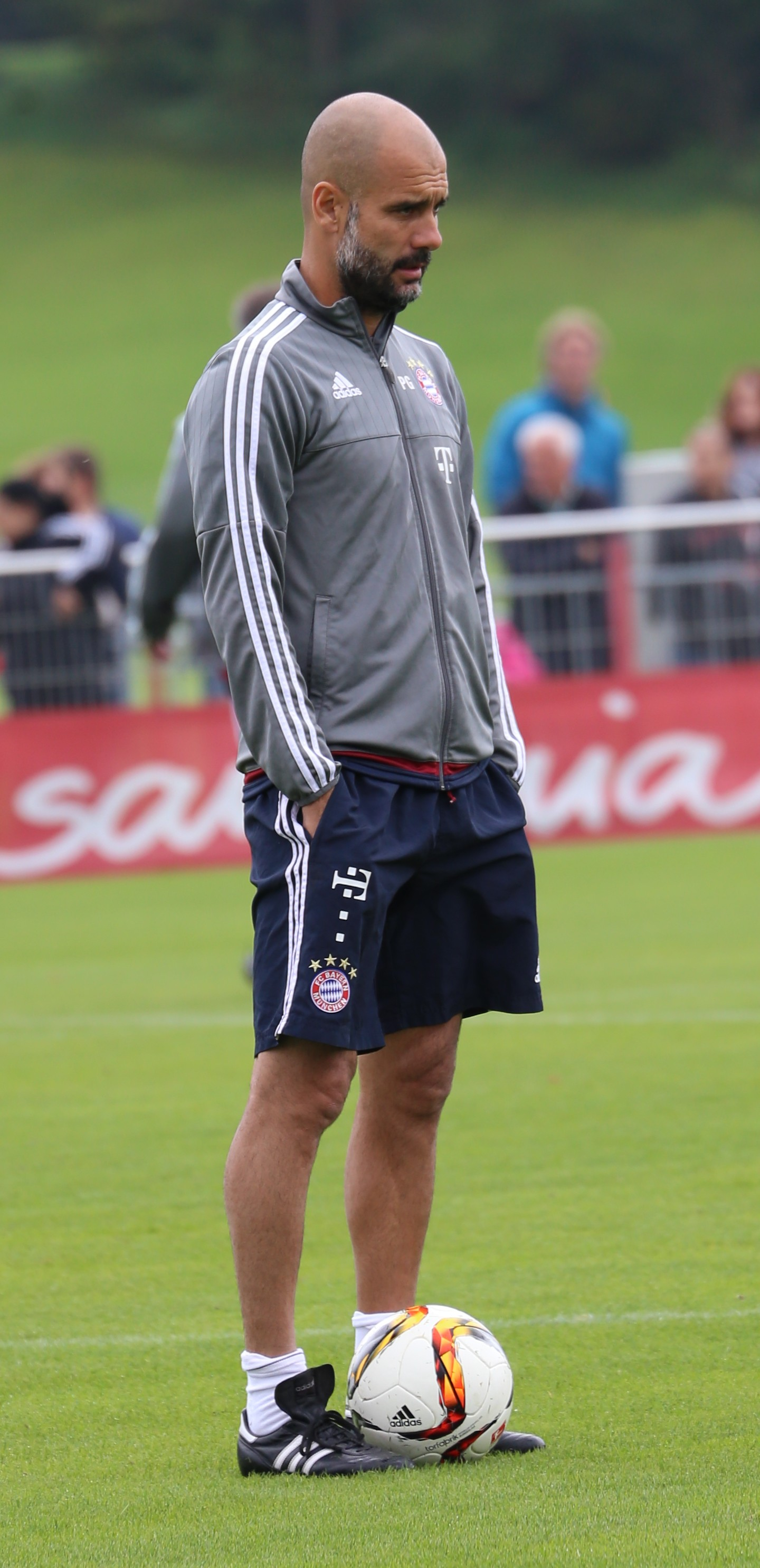
Pep Guardiola pendant un entraînement avec le Bayern Munich en 2015.

Le 7 janvier 2013, Pep Guardiola affirme lors du gala du Ballon d'or qu'il va de nouveau entraîner une équipe à partir de juin 2013. Manchester City (qui compte dans son staff les anciens du Barça Txiki Begiristain et Ferran Soriano) est le club le mieux placé pour acquérir les services de l'entraîneur catalan. Manchester United, Chelsea, l'AS Roma et le Bayern Munich figurent aussi parmi les possibles destinations de Guardiola.
Le 16 janvier, c'est le Bayern Munich qui officialise sa venue à partir de juin 2013. Pep Guardiola signe un contrat de trois saisons avec le club bavarois. Il devient l'entraîneur le mieux payé au monde avec un salaire annuel de 17 millions d'euros.
Avec Pep Guardiola, le Bayern Munich bat le FC Barcelone (2-0) en match amical le 24 juillet 2013 à Munich.
Le 27 juillet 2013 lors de la finale de la Supercoupe d'Allemagne opposant le Bayern au Borussia, il voit son équipe perdre par 4 buts à 2, pour ce qui est donc son premier match officiel en tant qu'entraîneur du Bayern (son premier match aux commandes du FC Barcelone s'était lui aussi soldé par une défaite). Le 30 août, Guardiola remporte son premier trophée avec le Bayern lors de la Supercoupe de l'UEFA face à Chelsea.
Le 21 décembre 2013, Guardiola remporte sa troisième Coupe du monde des clubs comme entraîneur grâce à la victoire du Bayern sur le Raja Casablanca (2-0).
Le 25 mars 2014, à sept journées de la fin du championnat, Guardiola remporte le championnat d'Allemagne. Il s'agit de son troisième trophée depuis qu'il dirige le Bayern.
Cependant, il ne réalisera pas le triplé de Jupp Heynckes car le Bayern Munich se fait éliminer en demi-finales de la Ligue des champions face au Real Madrid après deux défaites, 1-0 à Madrid et 4-0 à Munich ce qui fait un lourd total de 5-0 sur les deux matchs. De plus, c'est la plus grosse défaite du Bayern sur sa pelouse, jamais le club allemand ne s'était pris quatre buts chez lui.
La saison 2014-2015 est un peu la même que la précédente c'est-à-dire une défaite 2 buts à 0 en supercoupe d'Allemagne contre le Borussia Dortmund, une domination nette en Bundesliga malgré une défaite 4-1 contre le VfL Wolfsburg et élimination en demi-finale face au FC Barcelone en Ligue des champions. Malgré son départ de Barcelone, Guardiola reste un grand amoureux du FC Barcelone, notamment avec sa présence durant plusieurs matchs de son ancien club comme durant les huitièmes de finale de la ligue des champions 2014-2015 opposant Manchester City à Barcelone où Guardiola est présent pour honorer son ancien club. Néanmoins, il refuse d'aller assister sur invitation de son ancien club à la finale de la Ligue des champions à Berlin opposant la Juventus Turin au Barça.
Le 20 décembre 2015, il est annoncé que Guardiola ne sera plus entraîneur du Bayern à l'issue de la saison. En effet, le président du Bayern, Karl-Heinz Rummenigge annonce l'arrivée de Carlo Ancelotti pour l'été 2016.

#### Manchester City

##### Saison 2016-2017
Le 1er février 2016, Manchester City annonce que Pep Guardiola remplacera Manuel Pellegrini à l'issue de la saison. Guardiola s'engage pour trois ans en faveur des Citizens.
Sa première saison en Angleterre sera une saison blanche au niveau trophées. En effet Manchester City termine troisième du championnat, est éliminé en demi-finale de la Coupe d'Angleterre par Arsenalet au quatrième tour de la Coupe de la Ligue anglaise par Manchester United. En Ligue des champions, Manchester City est éliminé en huitième de finale par l'AS Monaco. C'est la première fois depuis le début de sa carrière d'entraîneur qu'une équipe de Pep Guardiola chute à ce stade de la compétition.

##### Saison 2017-2018
Lors de la saison 2017-2018, il mène Manchester City au titre de champion d'Angleterre en atteignant la barre des 100 points, nouveau record du championnat. Il remporte un autre titre, la Coupe de la Ligue anglaise, après une victoire 3-0 face à Arsenal à Wembley.
En Ligue des champions, Manchester City est à nouveau éliminé, cette fois en quart de finale.

##### Saison 2018-2019
Le 12 mai 2019, après une lutte acharnée durant toute la saison avec le Liverpool de Jürgen Klopp, Guardiola remporte pour la deuxième fois de suite le championnat d'Angleterre avec 98 points. Il remporte aussi la Coupe de la Ligue anglaise, mais surtout sa première Coupe d'Angleterre depuis qu'il est à Manchester, après une écrasante victoire 6-0 face à Watford en finale et accomplit ainsi le premier triplé domestique de l'histoire du football anglais.
En Ligue des champions, les Citizens seront éliminés en quart de finale, par Tottenham, malgré un succès 4-3 au match retour.

##### Saison 2019-2020
L'exercice 2019-20 ne sera pas riche en trophées pour Guardiola, avec une 2e place en championnat, une élimination en demi-finale de la Coupe d'Angleterre par Arsenal (0-2), et en quart de finale de Ligue des Champions par l'Olympique Lyonnais.
Manchester City gagnera néanmoins sa 3e Coupe de la Ligue anglaise consécutive après un court succès contre Aston Villa à Wembley (2-1).

##### Saison 2020-2021
Le 27 février 2021, après une victoire 2-1 face à West Ham, Pep Guardiola atteint la cap des 500 victoires en tant qu'entraîneur d'une équipe de première division.
Le 11 mai 2021, Guardiola remporte son troisième championnat d'Angleterre avec Manchester City, une semaine après avoir remporté une 4e Coupe de la Ligue anglaise consécutive en s'imposant face à Tottenham (1-0).
Cette saison sera historique pour les Citizens puisque les hommes de Guardiola atteindront la finale de la Ligue des Champions pour la première fois de leur histoire. Ils s'inclineront en finale face à Chelsea (0-1).

##### Saison 2021-2022
Le 22 mai 2022, Pep Guardiola remporte son 4e championnat d'Angleterre en cinq ans, après un succès renversant 3-2 face à Aston Villa.

##### Saison 2022-2023
Le 23 novembre 2022, Pep Guardiola prolonge son contrat avec Manchester CIty jusqu'en 2025.
Le 20 mai 2023, il remporte son 5e championnat d'Angleterre, profitant d'une défaite d'Arsenal sur sa pelouse face à Brighton. Il remporte ainsi trois championnats d'affilée, une première depuis le Manchester United de Sir Alex Fergusson (de 2007 à 2009).
Le 10 juin, il remporte pour la 3e fois dans sa carrière d'entraîneur la Ligue des champions de l'UEFA en finale face à l'Inter Milan, sur le score de 1-0 à Istanbul. Il s'agit du premier titre des Skyblues dans la compétition. Ce titre n'est pas le seul de la saison de Manchester City, les hommes de Pep Guardiola gagnent un triplé historique en gagnant la Premier League, la FA Cup et la Ligue des champions de l'UEFA. Guardiola est nommé pour le prix The Best – Entraîneur de la FIFA pour le football masculin.

##### Saison 2023-2024
Guardiola est absent du banc de touche plusieurs matchs à partir d'août 2023 après avoir subi une intervention chirurgicale au dos. Son adjoint Juanma Lillo prend sa place le temps de sa convalescence.

## Statistiques

### Joueur

#### Par saison
| Saison                | Club                  | Championnat           | Championnat | Championnat | Coupe(s) nationale(s) | Coupe(s) nationale(s) | Supercoupe | Supercoupe | Compétition(s) continentale(s) | Compétition(s) continentale(s) | Compétition(s) continentale(s) | Supercoupe de l'UEFA | Supercoupe de l'UEFA | Coupe intercontinentale | Coupe intercontinentale | Espagne | Espagne | Total | Total |
| Saison                | Club                  | Division              | M.          | B.          | M.                    | B.                    | M.         | B.         | Comp.                          | M.                             | B.                             | M.                   | B.                   | M.                      | B.                      | M.      | B.      | M.    | B.    |
| 1988-1989             | FC Barcelone Amateur  | D3                    | 8           | 1           | -                     | -                     | -          | -          | -                              | -                              | -                              | -                    | -                    | -                       | -                       | -       | -       | 8     | 1     |
| 1989-1990             | FC Barcelone Atlètic  | D3                    | 11          | -           | -                     | -                     | -          | -          | -                              | -                              | -                              | -                    | -                    | -                       | -                       | -       | -       | 11    | 0     |
| 1990-1991             | FC Barcelone B        | D3                    | 33          | 3           | -                     | -                     | -          | -          | -                              | -                              | -                              | -                    | -                    | -                       | -                       | -       | -       | 33    | 3     |
| 1990-1991             | FC Barcelone          | PD                    | 4           | -           | -                     | -                     | -          | -          | -                              | -                              | -                              | -                    | -                    | -                       | -                       | -       | -       | 4     | 0     |
| 1991-1992             | FC Barcelone          | PD                    | 26          | -           | 2                     | -                     | 2          | -          | C1                             | 11                             | -                              | -                    | -                    | -                       | -                       | -       | -       | 41    | 0     |
| 1992-1993             | FC Barcelone          | PD                    | 28          | -           | 3                     | 1                     | 2          | -          | -                              | 4                              | -                              | 1                    | -                    | 1                       | -                       | 4       | 1       | 43    | 2     |
| 1993-1994             | FC Barcelone          | PD                    | 34          | -           | 3                     | -                     | 2          | -          | C1                             | 9                              | -                              | -                    | -                    | -                       | -                       | 9       | 1       | 57    | 1     |
| 1994-1995             | FC Barcelone          | PD                    | 24          | 2           | 2                     | -                     | 2          | -          | -                              | 6                              | -                              | -                    | -                    | -                       | -                       | 1       | -       | 35    | 2     |
| 1995-1996             | FC Barcelone          | PD                    | 32          | 1           | 5                     | -                     | 2          | -          | -                              | 8                              | 1                              | -                    | -                    | -                       | -                       | -       | -       | 47    | 2     |
| 1996-1997             | FC Barcelone          | PD                    | 38          | -           | 8                     | -                     | -          | -          | C2                             | 7                              | 1                              | -                    | -                    | -                       | -                       | 8       | 2       | 61    | 3     |
| 1997-1998             | FC Barcelone          | PD                    | 6           | -           | 3                     | -                     | -          | -          | -                              | 5                              | -                              | -                    | -                    | -                       | -                       | 1       | -       | 15    | 0     |
| 1998-1999             | FC Barcelone          | PD                    | 22          | 1           | 3                     | -                     | -          | -          | -                              | 1                              | -                              | -                    | -                    | -                       | -                       | 4       | -       | 30    | 1     |
| 1999-2000             | FC Barcelone          | PD                    | 25          | -           | 12                    | -                     | -          | -          | -                              | 12                             | 1                              | -                    | -                    | -                       | -                       | 12      | 1       | 61    | 2     |
| 2000-2001             | FC Barcelone          | PD                    | 24          | 2           | 7                     | 1                     | -          | -          | -                              | 7                              | -                              | -                    | -                    | -                       | -                       | 7       | -       | 45    | 3     |
| Sous-total            | Sous-total            | Sous-total            | 263         | 6           | 48                    | 2                     | 10         | -          | -                              | 70                             | 3                              | 1                    | -                    | 1                       | -                       | 46      | 5       | 439   | 16    |
| 2001-2002             | Brescia Calcio        | Serie A               | 11          | 2           | 1                     | -                     | -          | -          | -                              | -                              | -                              | -                    | -                    | -                       | -                       | 1       | -       | 13    | 2     |
| 2002-0000             | AS Rome               | Serie A               | 4           | -           | 1                     | -                     | -          | -          | -                              | 1                              | -                              | -                    | -                    | -                       | -                       | -       | -       | 6     | 0     |
| 0000-2003             | Brescia Calcio        | Serie A               | 13          | 1           | -                     | -                     | -          | -          | -                              | -                              | -                              | -                    | -                    | -                       | -                       | -       | -       | 13    | 1     |
| 2003-2004             | Al Ahli SC            | QSL                   | 18          | 2           | -                     | -                     | -          | -          | -                              | -                              | -                              | -                    | -                    | -                       | -                       | 2       | -       | 20    | 2     |
| 2004-2005             | Al Ahli SC            | QSL                   | 18          | 3           | -                     | -                     | -          | -          | -                              | -                              | -                              | -                    | -                    | -                       | -                       | 1       | -       | 19    | 3     |
| Sous-total            | Sous-total            | Sous-total            | 36          | 5           | 0                     | 0                     | 0          | 0          | -                              | 0                              | 0                              | 0                    | 0                    | 0                       | 0                       | 3       | 0       | 39    | 5     |
| 2006                  | Sinaloa               | PD clôt.              | 10          | 1           | -                     | -                     | -          | -          | -                              | -                              | -                              | -                    | -                    | -                       | -                       | -       | -       | 10    | 1     |
| Total sur la carrière | Total sur la carrière | Total sur la carrière | 389         | 19          | 50                    | 2                     | 10         | -          | -                              | 71                             | 3                              | 1                    | 0                    | 1                       | 0                       | 50      | 5       | 572   | 29    |

### Statistiques d’entraîneur
(Mis à jour le 13 février 2024)
| Équipe          | Pays       | de               | à            | Statistiques | Statistiques | Statistiques | Statistiques | Statistiques |
| Équipe          | Pays       | de               | à            | J            | V            | N            | D            | % de v.      |
| --------------- | ---------- | ---------------- | ------------ | ------------ | ------------ | ------------ | ------------ | ------------ |
| FC Barcelone B  | Espagne    | 1er juillet 2007 | 30 juin 2008 | 42           | 28           | 9            | 5            | 66,67%       |
| FC Barcelone    | Espagne    | 1er juillet 2008 | 30 juin 2012 | 247          | 179          | 47           | 21           | 72,47%       |
| Bayern Munich   | Allemagne  | 26 juin 2013     | 30 juin 2016 | 161          | 124          | 16           | 21           | 77,02%       |
| Manchester City | Angleterre | 1er juillet 2016 | présent      | 449          | 332          | 53           | 64           | 73,86%       |
| Total           | Total      | Total            | Total        | 899          | 663          | 125          | 111          | 73,7%        |

## Palmarès
Pep Guardiola est 6 fois champion d'Espagne en 1991, 1992, 1993, 1994, 1998, 1999 ainsi que deux Coupe du Roi en 1997, 1998 et quatre Supercoupe d'Espagne en 1991, 1992, 1994 et 1996. Au niveau européen, il remporte la Coupe des clubs champions européens en 1992 et finaliste deux ans plus tard en 1994. Il remporte également la Supercoupe UEFA en 1992 et 1997 ainsi que la Coupe des vainqueurs de coupes UEFA en 1997.
Avec l'équipe d'Espagne olympique, il est médaillé d'or en 1992.

### En tant que joueur
| FC Barcelone (16) : | Équipe d'Espagne olympique (1) :         |
| --- | ---------------------------------------- |
| - Primera División (6) - Champion : 1991, 1992, 1993, 1994, 1998 et 1999 - Coupe du Roi (2) - Vainqueur : 1997 et 1998 - Supercoupe d'Espagne (4) - Vainqueur : 1991, 1992, 1994 et 1996 - Coupe des clubs champions européens (1) - Vainqueur : 1992 - Finaliste : 1994 - Coupe des vainqueurs de coupes UEFA (1) - Vainqueur : 1997 - Supercoupe UEFA (2) - Vainqueur : 1992 et 1997 - Coupe Intercontinentale - Finaliste : 1992 | - Jeux Olympiques - Médaillé d'or : 1992 |

#### Distinctions personnelles
- Trophée Bravo en 1992 du meilleur jeune joueur européen décerné par le magazine italien Guerin Sportivo
- Nommé dans l'équipe type de l'Euro 2000

### En tant qu'entraîneur
| FC Barcelone (14) : | Bayern Munich (7) : | Manchester City (18): |
| --- | --- | --- |
| - Liga (3) - Champion : 2009, 2010, 2011 - Coupe du Roi (2) - Vainqueur : 2009 et 2012 - Finaliste : 2011 - Supercoupe d'Espagne (3) - Vainqueur : 2009, 2010, 2011 - Ligue des champions UEFA (2) - Vainqueur : 2009, 2011 - Supercoupe UEFA (2) - Vainqueur : 2009 et 2011 - Coupe du Monde des clubs FIFA (2) - Vainqueur : 2009, 2011 | - Bundesliga (3) - Vainqueur : 2014, 2015 et 2016 - Coupe d'Allemagne (2) - Vainqueur : 2014 et 2016 - Coupe du Monde des clubs FIFA (1) - Vainqueur : 2013 - Supercoupe UEFA (1) - Vainqueur : 2013 - Supercoupe d'Allemagne - Finaliste : 2013, 2014 et 2015 | - Premier League (6) - Champion : 2018, 2019, 2021, 2022, 2023 et 2024 - Coupe d'Angleterre (2) - Vainqueur : 2019 et 2023 - Finaliste en 2024, 2025 - Coupe de la Ligue anglaise (4) - Vainqueur : 2018, 2019, 2020 et 2021 - Community Shield (3) - Vainqueur : 2018, 2019 et 2024 - Finaliste : 2021, 2022 et 2023 - Ligue des champions UEFA (1) - Vainqueur : 2023 - Finaliste : 2021 - Supercoupe de l'UEFA (1) - Vainqueur : 2023 - Coupe du Monde des clubs FIFA (1) - Vainqueur : 2023 |

#### Distinctions personnelles
- The Best, Entraîneur de la FIFA : 2023[45]
- Prix d'entraîneur de l'année FIFA 2011[46].
- Nomination au prix d'entraîneur de l'année FIFA : 2010, 2011 et 2012
- Prix UEFA de Meilleur entraîneur : 2009
- Prix de la Liga de Futbol Profesional (LFP) au meilleur entraîneur de la Liga[47] : 2009, 2010, 2011 et 2012
- Onze d'or : 2009, 2011 et 2012
- Prix Don Balón de meilleur entraîneur de la Liga : 2009 et 2010
- Trophée Miguel Muñoz de meilleur entraîneur de la Liga : 2009 et 2010
- Nomination au Prix Prince des Asturies du sport pour l'ensemble de sa carrière : 2009
- Entraîneur du mois du championnat d'Angleterre en février, septembre, octobre, novembre, décembre 2017, février, avril 2019 et janvier, février, novembre 2021
- Élu meilleur entraîneur de l'année par la Fédération internationale de l'histoire des statistiques du football[48] : 2009
- Élu Meilleur entraîneur de l'année par World Soccer : 2009 et 2011
- Élu Catalan de l'année par les lecteurs de El Periódico de Catalunya[49] : 2009
- Médaille d'or du Parlement de Catalogne : 2011
- Golden Scarf (Meilleur entraîneur) : 2012[50]
- Entraîneur de l'année de Premier League en 2018[51], 2019[52], 2021, 2023 et 2024
- Entraîneur le plus titré de l'histoire du FC Barcelone : 14 titres
- Entraîneur le plus titré de l'histoire de Manchester City : 18 titres
- 5e meilleur entraîneur de tous les temps par World Soccer : 2013[53],[54]
- 5e meilleur entraîneur de tous les temps par France Football : 2019[55],[56],[57]
- 18e meilleur entraîneur de tous les temps par ESPN: 2013[58]

## Controverses
En octobre 2021, son nom est cité dans les Pandora Papers.

## Vie privée
À partir de 1994, Pep Guardiola est en couple avec Cristina Serra avec qui il a deux filles et un fils, nés entre 2001 et 2008. Le couple se marie en 2014 et se sépare en 2024,.

### Engagement politique
Il manifeste à plusieurs reprises son soutien à la célébration d'un référendum d'autodétermination en Catalogne.